# 21 mei
21 mei is de 141ste dag van het jaar (142ste dag in een schrikkeljaar) in de gregoriaanse kalender. Hierna volgen nog 224 dagen tot het einde van het jaar.

## Gebeurtenissen
- Algemeen
  - 1908 - Door een verkeerde wissel rijdt een trein bij Kontich in op een stilstaande reizigerstrein, met als gevolg veertig doden en driehonderdtwintig gewonden.
  - 1924 - De Amerikaanse studenten Nathan Leopold en Richard Loeb vermoorden de 14-jarige Bobby Franks, met de kennelijke bedoeling de "perfecte misdaad" te plegen.
  - 2000 - In Londen komen bij de bouw van de HSBC Tower drie personen om het leven nadat het bovenste gedeelte van een hijskraan naar beneden valt.
  - 2011 - Bram van der Vlugt maakt middels een speciaal ingelaste uitzending van het Sinterklaasjournaal bekend dat hij gestopt is met zijn taak als vaste raadsman van Sinterklaas. Stefan de Walle neemt zijn staf en mijter over.
  - 2016 - De Turrialba-vulkaan in Costa Rica komt tot uitbarsting. Tot in de hoofdstad San José valt vulkaanas terwijl meer dan 500 mensen met ademnood terechtkomen in hospitalen.
  - 2024 - Een reeks krachtige tornado's treft de Amerikaanse staat Iowa. Met name in de plaats Greenfield wordt ernstige schade aangericht aan onder meer het ziekenhuis en vallen dodelijke en gewonde slachtoffers.[1][2]
- Gezondheid
  - 1995 - De blokkade van Kikwit is opgeheven. De Zaïrese stad werd bijna twee weken geleden van de buitenwereld afgesloten, omdat in het ziekenhuis tientallen mensen aan het gevreesde ebolavirus waren overleden.
- Kunst en cultuur
  - 2004 - Cees Nooteboom krijgt de P.C. Hooft-prijs uitgereikt.
- Media
  - 1992 - De distributeur van The Guardian in Ierland laat het jongste nummer van het Britse dagblad uit de roulatie nemen vanwege een paginagrote advertentie met de adressen van abortusklinieken in Groot-Brittannië.
- Oorlog
  - 1572 - De watergeuzen veroveren Enkhuizen op de Spanjaarden.
  - 1861 - North Carolina scheidt zich af van de Verenigde Staten van Amerika.
- Politiek
  - 1662 - Karel II van Engeland huwt Catharina van Bragança.
  - 1991 - Bij een aanslag in Zuid-India komen oud-premier Rajiv Gandhi en nog vijftien anderen om het leven, onder wie de jonge vrouw die de aanslag pleegde.
  - 1991 - President Mengistu Haile Mariam van Ethiopië treedt af en vlucht via Nairobi naar Zimbabwe.
  - 1998 - President Soeharto van Indonesië treedt af.
  - 2006 - In een referendum in Montenegro kiest 55,5% voor het afscheiden van Servië.
  - 2019 - Staatssecretaris Mark Harbers (VVD) van het departement Veiligheid en Justitie treedt af vanwege foutieve rapportages over strafbare feiten in en nabij asielcentra.
  - 2024 - De Raad van de Europese Unie keurt unaniem de Verordening Kunstmatige Intelligentie goed.[3]
- Recreatie
  - 2005 - De Kingda Ka wordt geopend in Six Flags Great Adventure. Op het moment van opening was het de snelste achtbaan ter wereld.
- Religie
  - 1535 - Paus Paulus III creëert zeven nieuwe kardinalen, onder wie de in 1935 heilig verklaarde Engelse bisschop van Rochester John Fisher.
  - 1925 - Heiligverklaring en uitroeping tot kerkleraar van Petrus Canisius, Nederlands theoloog.
  - 1938 - Splitsing van het Apostolisch vicariaat Nederlands-Borneo in Nederlands-Indië in het Apostolisch Vicariaat Pontianak en de Apostolische Prefectuur Bandjarmasin.
  - 1972 - De Pietà van Michelangelo in de Sint-Pietersbasiliek te Rome wordt door de Australiër Laszlo Toth met een hamer ernstig beschadigd.
  - 1995 - Paus Johannes Paulus II verontschuldigt zich in Praag uit naam van alle katholieken voor het leed dat de katholieke kerk gelovigen van andere richtingen heeft aangedaan.
- Sport
  - 1904 - Oprichting in Parijs van de Wereldvoetbalbond FIFA, de Fédération Internationale de Football Association. Oprichters zijn de Nederlander Carl Hirschman en de Fransman Robert Guérin. De Engelsen zien op dat moment nog niets in zo'n bond.
  - 1945 - Heroprichting van de Poolse voetbalclub TS Polonia Bytom.
  - 1969 - Het Cypriotisch voetbalelftal lijdt de grootste nederlaag uit de geschiedenis. De ploeg verliest in Essen met 12-0 van West-Duitsland.
  - 1978 - Oprichting van de Chileense voetbalclub Municipal Iquique.
  - 1978 - Opening van het Estadio José María Minella in Mar del Plata, Argentinië.
  - 1979 - Jimmy Connors verdringt Björn Borg na zes weken als nummer één op de wereldranglijst der tennisprofessionals.
  - 1995 - De hockeysters van Kampong prolongeren de landstitel in de Nederlandse hoofdklasse door HGC met 2-0 te verslaan in het tweede duel uit de finale van de play-offs.
  - 1995 - Dordrecht '90 degradeert uit de eredivisie na een 3-3 gelijkspel in Maastricht tegen MVV.
  - 1995 - De International Association of Athletics Federations (IAAF) heft de schorsing van John Ngugi op. De vijfvoudig wereldkampioen veldlopen en voormalig olympisch kampioen op de 5.000 meter werd in 1992 voor vier jaar geschorst, omdat hij weigerde zich te onderwerpen aan een vliegende dopingcontrole.
  - 1997 - FC Schalke 04 wint de UEFA Cup. In de tweede finalewedstrijd in Milaan zegeviert de Duitse voetbalclub na strafschoppen (4-1) ten koste van de Italiaanse thuisclub Internazionale.
  - 2000 - Nederland speelt in het Wagener-stadion in Amstelveen zijn duizendste officiële hockeyinterland. Tegenstander is Australië, dat met 4-1 wordt verslagen.
  - 2003 - FC Porto wint de UEFA Cup. In de finale in Sevilla is de Portugese voetbalclub na verlenging met 3-2 te sterk voor Celtic.
  - 2008 - Manchester United wint de UEFA Champions League. In de finale in Moskou wordt landgenoot Chelsea na penalty's verslagen nadat de wedstrijd na reguliere speeltijd en verlenging in 1-1 is geëindigd.
  - 2011 - Lille OSC stelt de Franse landstitel veilig in de Ligue 1 door in de voorlaatste speelronde met 2-2 gelijk te spelen bij Paris Saint-Germain.
  - 2011 - Bij wedstrijden in Halle scherpt de Duitse atlete Betty Heidler het wereldrecord kogelslingeren (78,30 meter) van haar Poolse collega Anita Włodarczyk aan tot 79,42 meter.
  - 2013 - Beerschot AC wordt failliet verklaard.
  - 2015 - KAA Gent behaalt voor het eerst in haar geschiedenis de landstitel door in de voorlaatste speelronde van de Play-Offs met 2-0 te winnen tegen Standard de Liège.
  - 2022 - Heracles Almelo degradeert naar de Keuken Kampioen Divisie.
  - 2024 – Joanne van Lieshout wordt in Abu Dhabi (Verenigde Arabische Emiraten) wereldkampioen judo in de klasse tot 63 kilo door in de finale de Poolse Angelika Szymańska te verslaan. Van Lieshout is de eerste Nederlandse vrouwelijke judoka ooit die in deze klasse de wereldtitel weet te winnen.[4]
- Wetenschap en technologie
  - 1927 - Charles Lindbergh voltooit de eerste non-stop solovlucht over de Atlantische Oceaan.
  - 1932 - Amelia Earhart voltooit als eerste vrouw een non-stop solovlucht over de Atlantische Oceaan.
  - 1946 - De KLM begint als eerste luchtvaartmaatschappij op het Europese vasteland een luchtdienst op New York.
  - 1952 - Het Amsterdam-Rijnkanaal wordt geopend.
  - 2010 - Lancering van het Japanse ruimtevaartuig Ikaros (Interplanetary Kite-craft Accelerated by Radiation of the Sun). Ikaros heeft geen conventionele aandrijving maar een zonnezeil.[5]

## Geboren

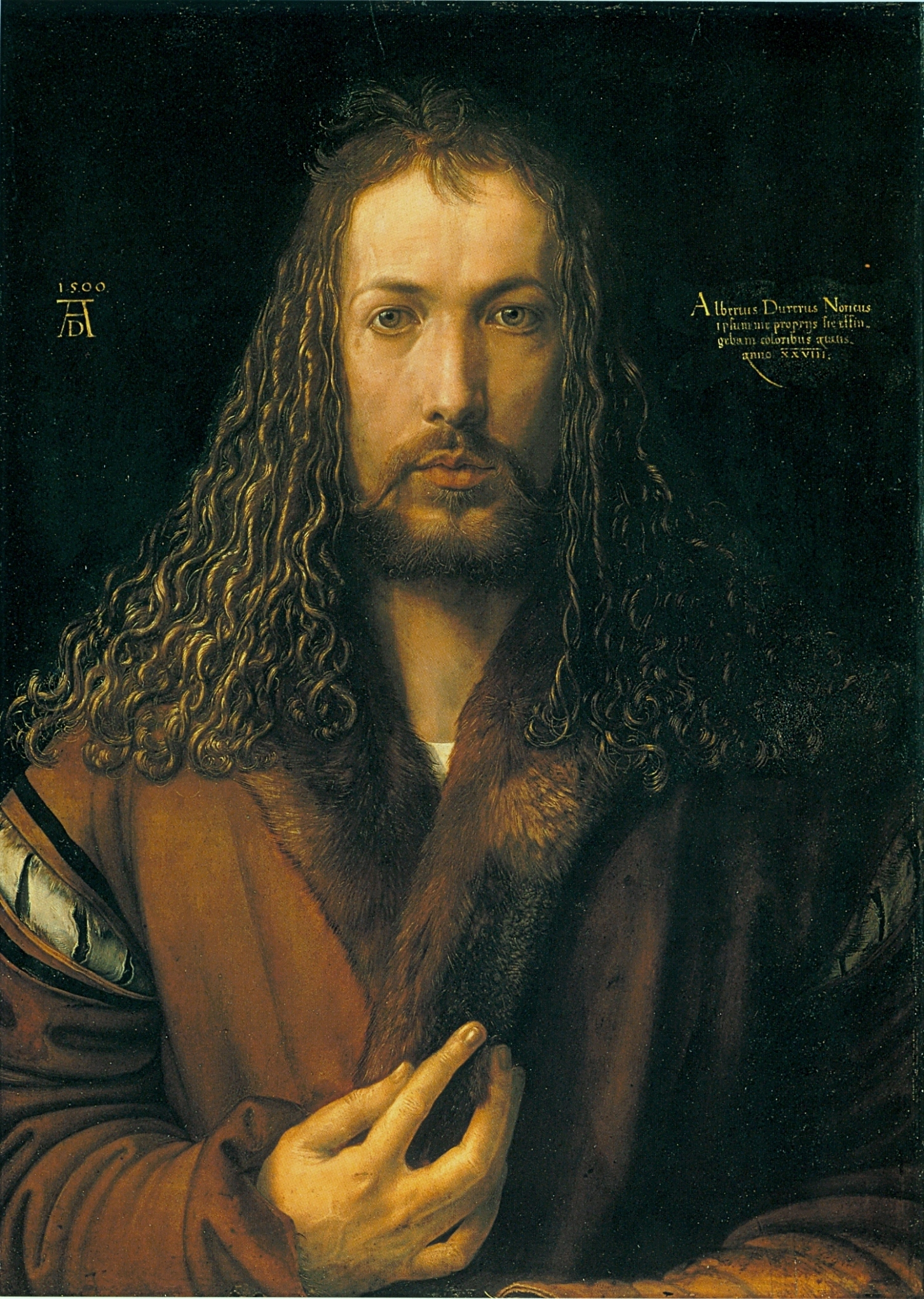
Albrecht Dürer
geboren in 1471

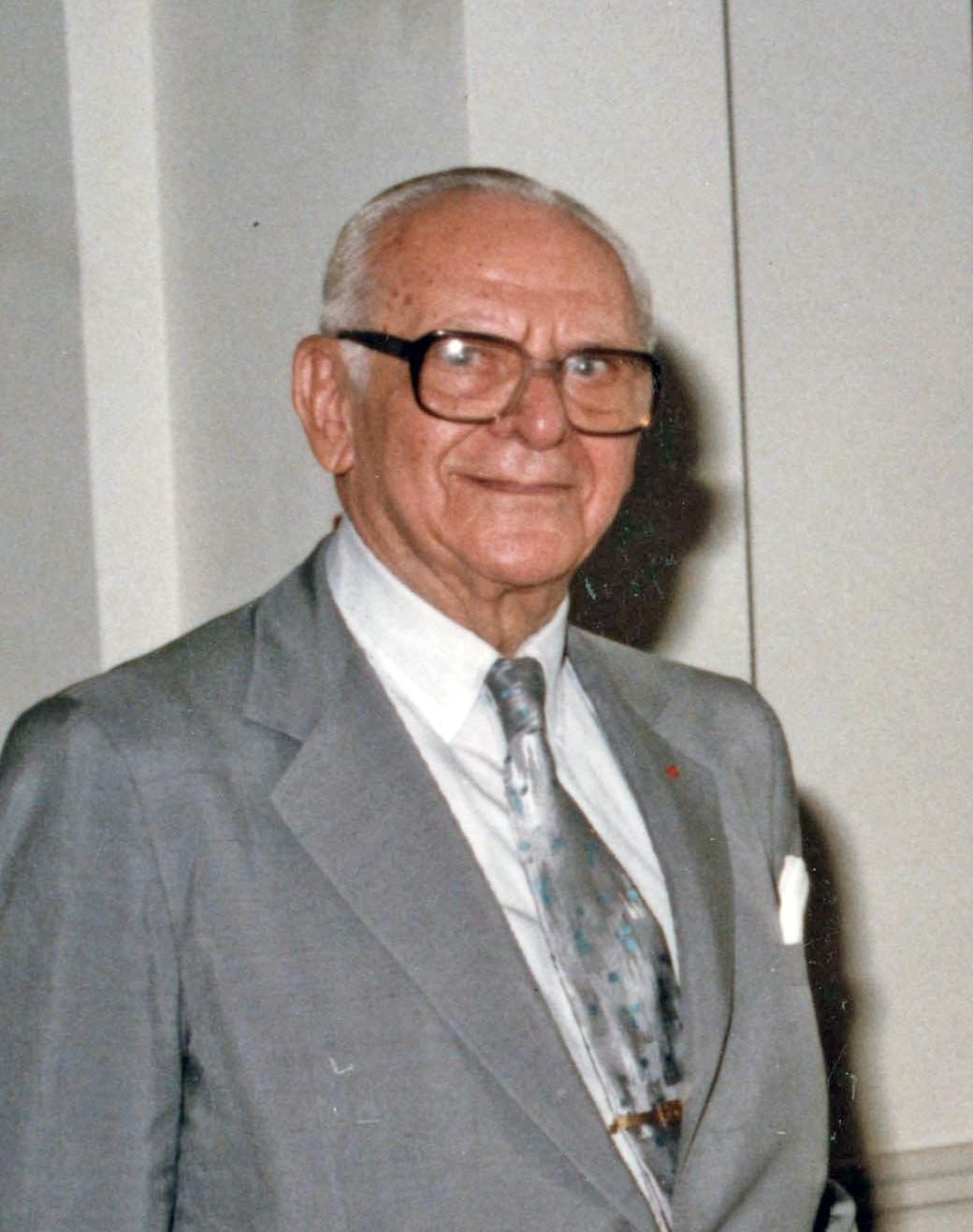
Armand Hammer
geboren in 1898

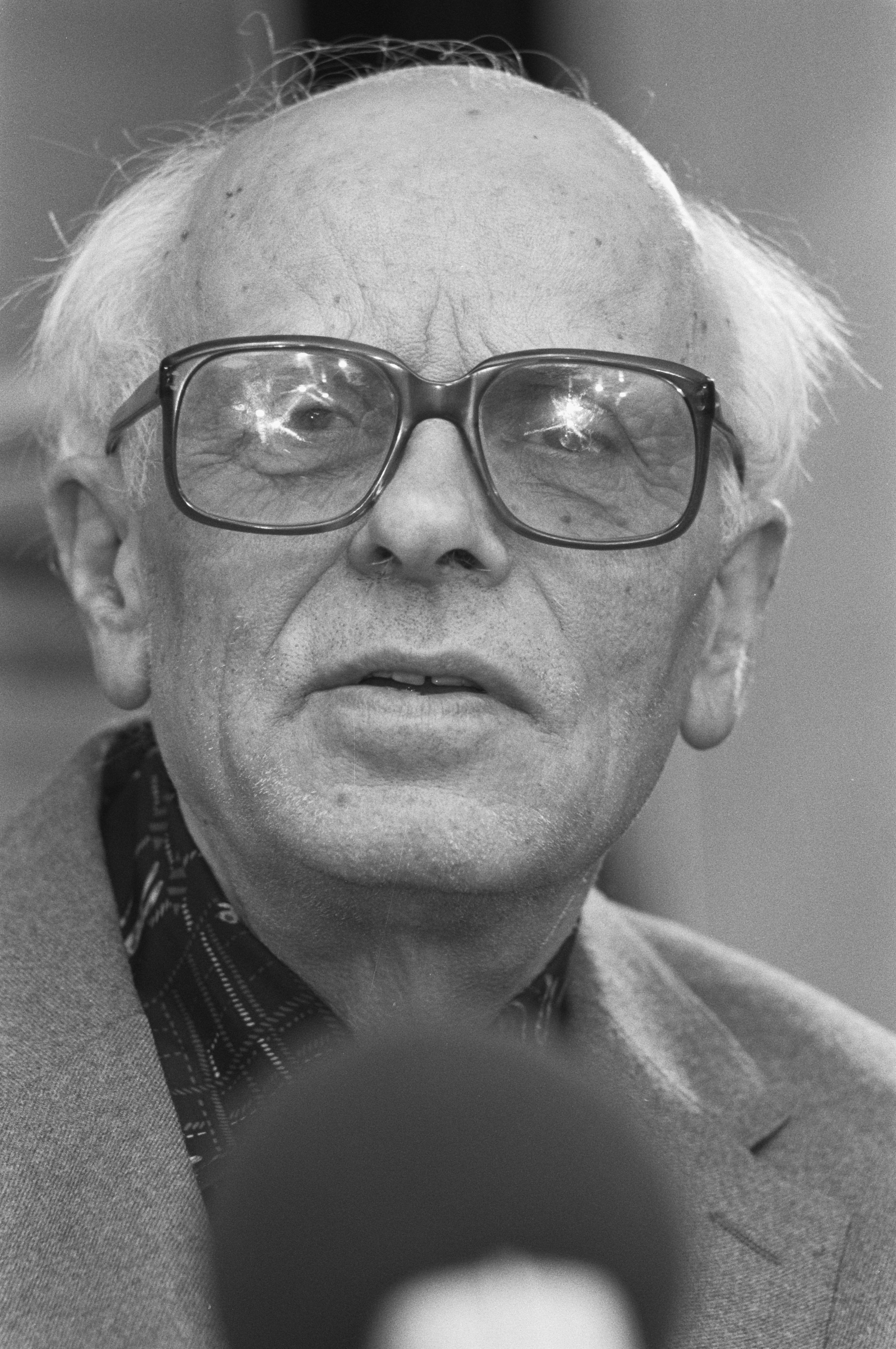
Andrej Sacharov
geboren in 1921

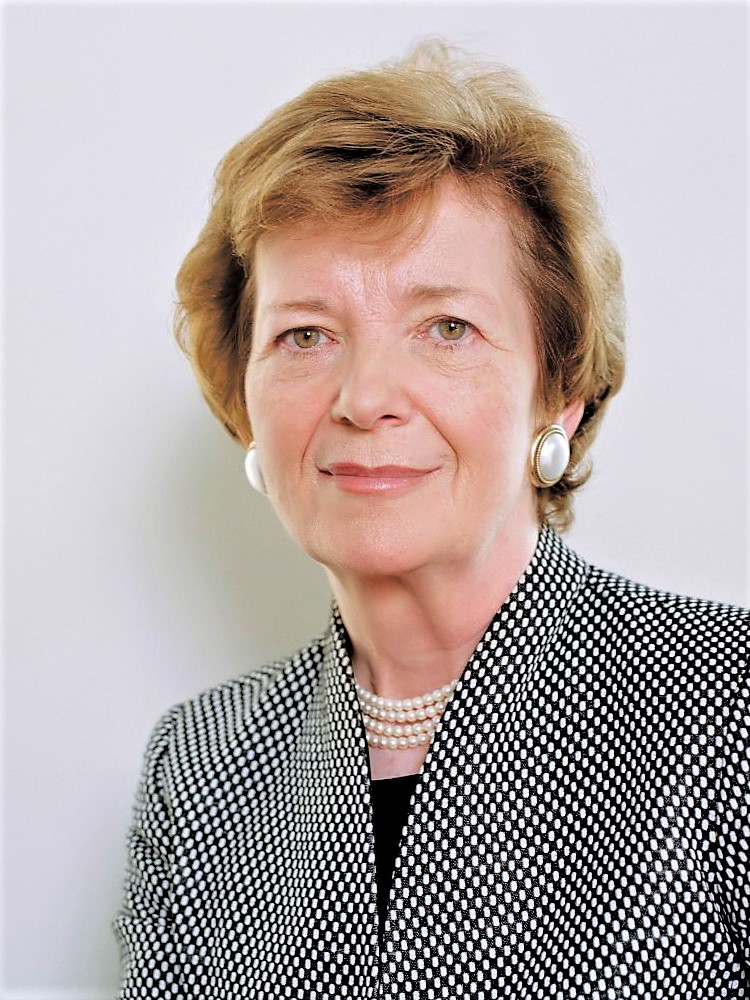
Mary Robinson
geboren in 1944

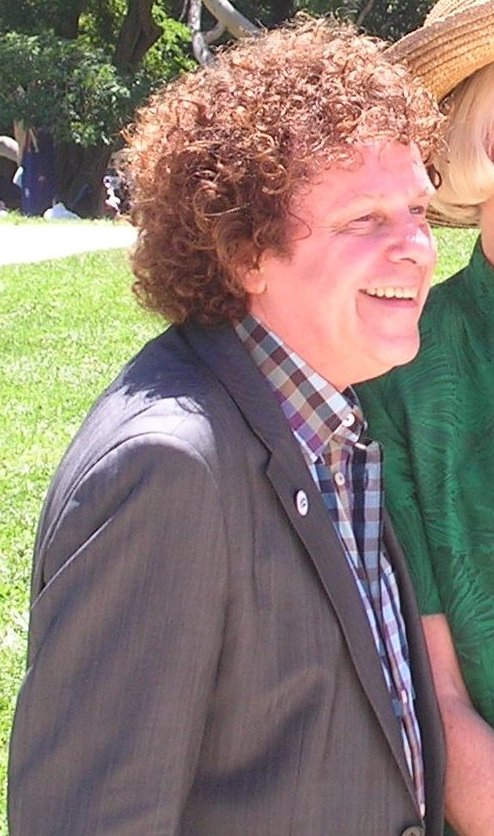
Leo Sayer
geboren in 1948

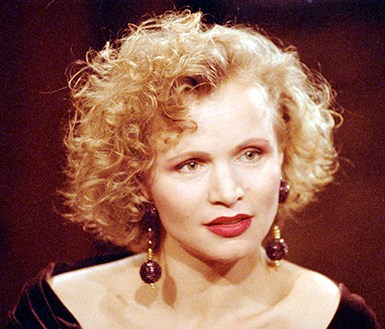
Renée Soutendijk
geboren in 1957

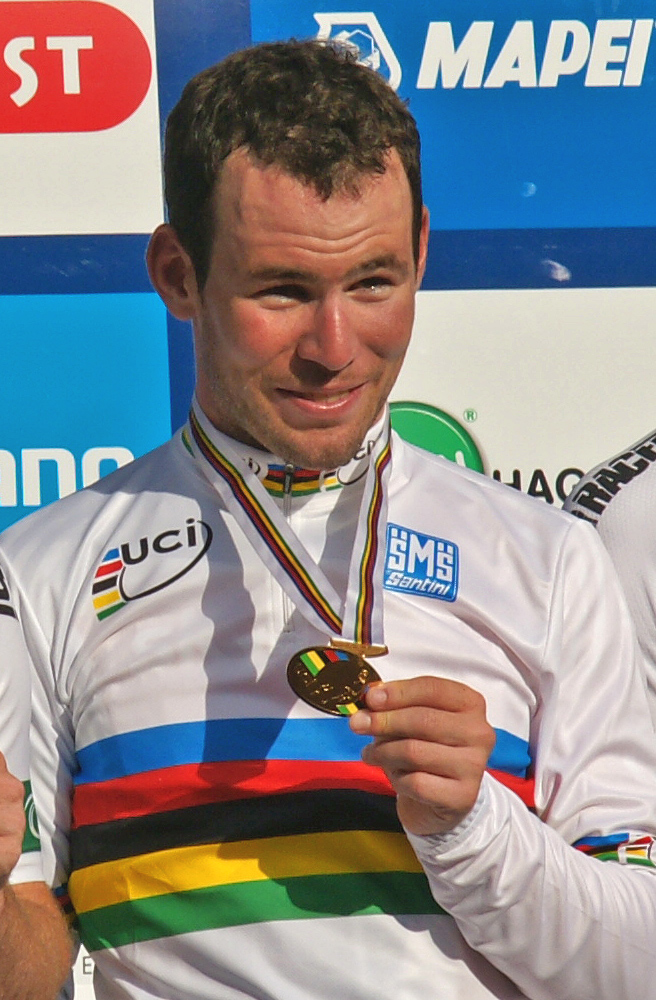
Mark Cavendish
geboren in 1985

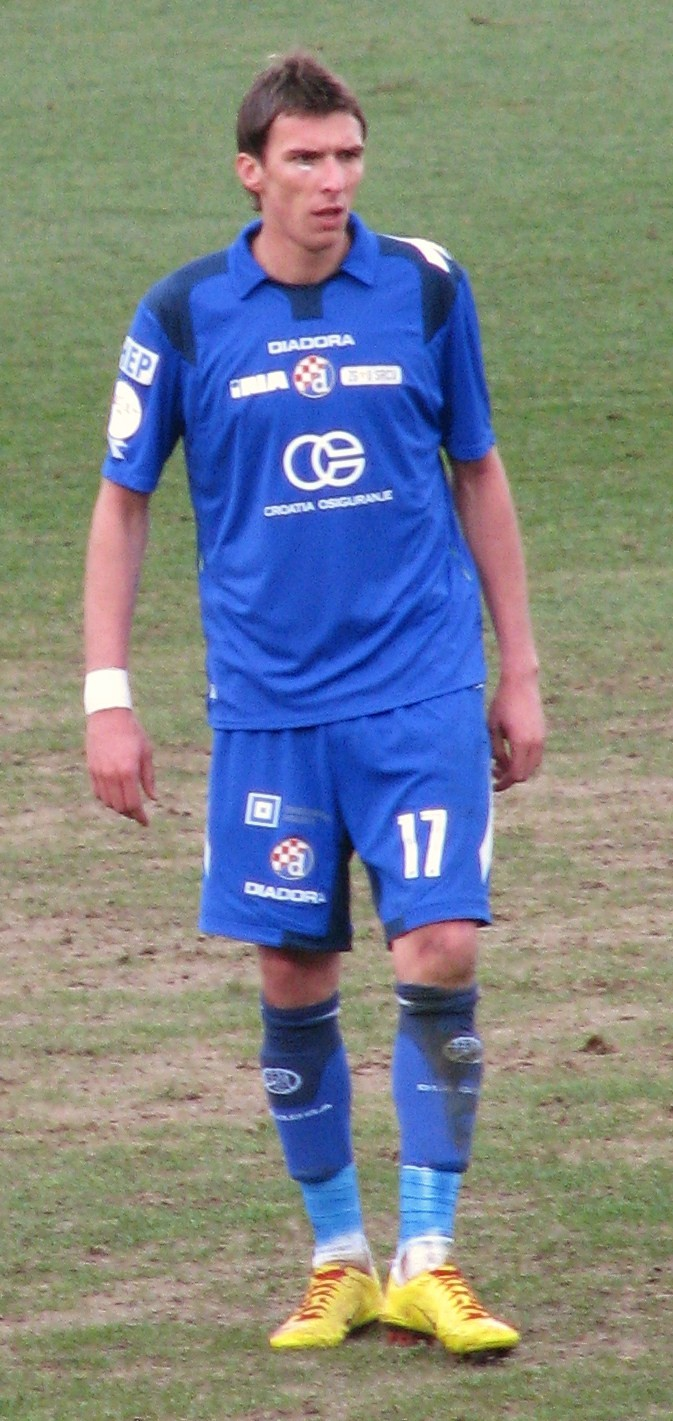
Mario Mandžukić
geboren in 1986

- 1471 - Albrecht Dürer, Duits schilder, tekenaar en graveur (overleden 1528)
- 1527 - Filips II, koning van Spanje en van de Nederlanden (overleden 1598)
- 1596 - Johan Lodewijk II van Nassau-Idstein, graaf van Nassau-Idstein (overleden 1605)
- 1688 - Alexander Pope, Engels dichter (overleden 1744)
- 1775 - Lucien Bonaparte, Frans politicus (overleden 1840)
- 1780 - Elizabeth Fry, Engels gevangenishervormster, abolitionist en filantroop (overleden 1845)
- 1792 - Gustave-Gaspard Coriolis, Frans wis- en natuurkundige (overleden 1843)
- 1821 - John Francis Loudon, Nederlands kamerheer des Konings, hofmaarschalk en ondernemer (overleden 1895)
- 1822 - Ernst Casimir van Oranje-Nassau, prins der Nederlanden (overleden 1822)
- 1844 - Henri Rousseau, Frans schilder (overleden 1910)
- 1855 - Emile Verhaeren, Belgisch schrijver (overleden 1916)
- 1859 - Karl Stöhr, Duits architect en bouwondernemer (overleden 1931)
- 1860 - Willem Einthoven, Nederlands arts en Nobelprijswinnaar (overleden 1927)
- 1870 - Richard Bennett, Amerikaans acteur (overleden 1944)
- 1873 - Johannes Gandil, Deens voetballer en atleet (overleden 1956)
- 1884 - Johan van de Kieft, Nederlands politicus (overleden 1970)
- 1885 - Santiago Fonacier, Filipijns geestelijke, politicus en journalist (overleden 1977)
- 1889 - Gérard de Courcelles, Frans autocoureur (overleden 1927)
- 1890 - Albert van Raalte, Nederlands dirigent (overleden 1952)
- 1890 - Harry Tierney, Amerikaans componist en pianist (overleden 1965)
- 1893 - Charles Portal, Brits militair (overleden 1971)
- 1895 - Lázaro Cárdenas del Río, Mexicaans politicus, militair en president van Mexico (1934-1940) (overleden 1970)
- 1897 - Markus Feldmann, Zwitsers politicus (overleden 1958)
- 1897 - Jo Uiterwaal, Nederlands beeldhouwer en meubelontwerper (overleden 1972)
- 1898 - Armand Hammer, Amerikaans industrieel en kunstverzamelaar (overleden 1990)
- 1898 - Everhard Spelberg, Nederlands predikant en omroepbestuurder (VPRO) (overleden 1968)
- 1899 - Henri Cox, Nederlands roeier (overleden 1979)
- 1901 - Suzanne Lilar, Belgisch schrijfster (overleden 1992)
- 1902 - Marcel Breuer, Hongaars-Amerikaans architect (overleden 1981)
- 1904 - Wolfgang Auler, Duits organist (overleden 1986)
- 1904 - Robert Montgomery, Amerikaans acteur (overleden 1981)
- 1904 - Fats Waller, Amerikaans jazzmuzikant (overleden 1943)
- 1909 - Maurice Buret, Frans ruiter (overleden 2003)
- 1911 - Peter Hurkos, Nederlands verzetsstrijder tijdens de Tweede Wereldoorlog (overleden 1988)
- 1912 - Bud Sennett, Amerikaans autocoureur (overleden 2003)
- 1916 - Tinus Osendarp, Nederlands atleet en SS'er (overleden 2002)
- 1916 - James Reuter, Amerikaans geestelijke (overleden 2012)
- 1916 - Reinhard Schaletzki, Duits voetballer (overleden 1995)
- 1917 - Raymond Burr, Canadees acteur (overleden 1993)
- 1919 - Élina Labourdette, Frans actrice (overleden 2014)
- 1921 - Andrej Sacharov, Russisch fysicus, mensenrechtenactivist en winnaar van de Nobelprijs voor de Vrede (overleden 1989)
- 1922 - Pío Laghi, Italiaans curiekardinaal (overleden 2009)
- 1922 - Bill Minco, Nederlands verzetsstrijder, zakenman en politicus (overleden 2006)
- 1922 - Tineke Wibaut-Guilonard, Nederlands sociologe en verzetsstrijdster (overleden 1996)
- 1924 - Marie Adelheid van Luxemburg, prinses van Luxemburg en gravin van Donnersmarck (overleden 2008)
- 1927 - Bill Holman, Amerikaans jazzmusicus (overleden 2024)
- 1928 - Alice Drummond, Amerikaans actrice (overleden 2016)
- 1928 - António Ribeiro, Portugees kardinaal-patriarch van Lissabon (overleden 1998)
- 1930 - Malcolm Fraser, Australisch premier (overleden 2015)
- 1930 - Klaas Jan Mulder, Nederlands organist, pianist en dirigent (overleden 2008)
- 1931 - Mino de Rossi, Italiaans wielrenner (overleden 2022)
- 1932 - Inese Jaunzeme, Sovjet-Russisch/Lets atlete (overleden 2011)
- 1932 - Jean Stablinski, Frans-Pools wielrenner (overleden 2007)
- 1933 - Maurice André, Frans trompettist (overleden 2012)
- 1933 - Aleksandr Berkoetov, Sovjet roeier (overleden 2012)
- 1933 - Toivo Salonen, Fins langebaanschaatser (overleden 2019)
- 1934 - Gleb Panfilov, Russisch filmregisseur (overleden 2023)
- 1934 - Bengt Ingemar Samuelsson, Zweeds biochemicus en Nobelprijswinnaar (overleden 2024)
- 1936 - Günter Blobel, Duits-Amerikaans bioloog en Nobelprijswinnaar (overleden 2018)
- 1939 - Heinz Holliger, Zwitsers hoboïst, fluitist, componist en dirigent
- 1939 - Raúl Madero, Argentijns voetballer (overleden 2021)
- 1939 - Peter Phillips, Engels graficus en kunstschilder (overleden 2025)
- 1939 - Jan Vermaat, Nederlands kunstenaar (overleden 2022)
- 1939 - André Verroken, Belgisch meubelontwerper (overleden 2020)
- 1940 - Tony Sheridan, Brits gitarist en zanger (overleden 2013)
- 1941 - Ton Pronk, Nederlands voetballer (overleden 2016)
- 1942 - Danny Ongais, Amerikaans autocoureur (overleden 2022)
- 1943 - Gerard van de Kerkhof, Nederlands voetballer (overleden 2024)
- 1943 - Hilton Valentine, Brits gitarist (overleden 2021)
- 1944 - Mary Robinson, Iers commissaris Mensenrechten van de VN (president van Ierland van 1990-1997)
- 1945 - Germán Gullón, Spaans letterkundige en schrijver (overleden 2025)
- 1945 - Richard Hatch, Amerikaans acteur (overleden 2017)
- 1946 - Meindert Fennema, Nederlands politicoloog (overleden 2023)
- 1946 - Erwin Kostedde, Duits voetballer
- 1947 - Hans Hoogveld, Nederlands waterpolospeler (overleden 2024)
- 1947 - Jonathan Hyde, Australisch acteur
- 1947 - Christopher Mitchell, Brits acteur (overleden 2001)
- 1948 - Carol Potter, Amerikaans actrice
- 1948 - Leo Sayer, Brits zanger
- 1949 - Arno Hintjens, Belgisch zanger (overleden 2022)
- 1951 - Angel Franco, Paraguayaans golfer
- 1951 - Al Franken, Amerikaans auteur en komiek
- 1951 - Kurt Röthlisberger, Zwitsers voetbalscheidsrechter
- 1952 - Mr. T, Amerikaans acteur
- 1953 - Nora Aunor, Filipijns actrice, zangeres en producente (overleden 2025)
- 1954 - Marc Ribot, Amerikaans gitarist
- 1954 - Rik Toonen, Nederlands waterpoloër
- 1955 - Sergej Sjojgoe, Russisch politicus; sinds 2012 minister van Defensie
- 1956 - Luc Vankrunkelsven, Belgisch Norbertijn en landbouwpublicist (overleden 2023)
- 1957 - Judge Reinhold, Amerikaans acteur
- 1957 - Renée Soutendijk, Nederlands actrice
- 1959 - Nick Cassavetes, Amerikaans regisseur en acteur
- 1960 - Jeffrey Dahmer, Amerikaans seriemoordenaar (overleden 1994)
- 1960 - Vladimir Salnikov, Russisch zwemmer en olympisch kampioen
- 1962 - Joan Nederlof, Nederlands actrice
- 1963 - Torben Piechnik, Deens voetballer
- 1965 - Douglas Khoo, Maleisisch autocoureur
- 1966 - Lisa Edelstein, Amerikaans actrice
- 1966 - Andrzej Lesiak, Pools voetballer en voetbalcoach
- 1966 - Daria Nauer, Zwitsers atlete
- 1966 - François Omam-Biyik, Kameroens voetballer
- 1967 - Chris Benoit, Frans-Canadees worstelaar
- 1968 - Davide Tizzano, Italiaans roeier
- 1971 - Alexios Alexopoulos, Grieks atleet
- 1971 - Katrien De Becker, Belgisch actrice
- 1971 - Alexandre Dgebuadze, Georgisch-Belgisch schaker
- 1971 - Mark Higgins, Brits rallyrijder
- 1971 - Yoshikazu Mera, Japans contratenor
- 1971 - Tom Nanne, Nederlands honkballer
- 1971 - Sally-Jane Van Horenbeeck, Belgisch actrice
- 1972 - Brett Tucker, Australisch acteur
- 1972 - Christopher Wallace (The Notorious B.I.G.), Amerikaans rapper (overleden 1997)
- 1973 - Rik Reinerink, Nederlands wielrenner
- 1973 - Marcel van der Steen, Nederlands presentator, redacteur, programmamaker en journalist
- 1974 - Fairuza Balk, Amerikaans actrice
- 1974 - Havoc, Amerikaans rapper
- 1974 - Margje Teeuwen, Nederlands hockeyster en televisiepresentatrice
- 1975 - Ahad Kazemi, Iraans wielrenner
- 1976 - Abderrahim Goumri, Marokkaans atleet (overleden 2013)
- 1977 - Quinton Fortune, Zuid-Afrikaans voetballer
- 1977 - José Manuel Lara, Spaans golfer
- 1978 - Oscar Nogués, Spaans autocoureur
- 1979 - Mauricio Ardila, Colombiaans wielrenner
- 1979 - Martijn van Strien, Nederlands voetballer
- 1980 - Gotye, Belgisch-Australisch artiest
- 1980 - Britt Janyk, Canadees alpineskiester
- 1980 - Chris Raab, Amerikaans acteur
- 1981 - Beth Botsford, Amerikaans zwemster
- 1981 - Edson Buddle, Amerikaans voetballer
- 1981 - Jonas Høgh-Christensen, Deens zeiler
- 1981 - Max Mutzke, Duits zanger
- 1983 - Līga Dekmeijere, Lets tennisster
- 1983 - Fabrizio Zanotti, Paraguayaans golfer
- 1984 - Parag Agrawal, Indiaas- Amerikaans softwareontwikkelaar en internetondernemer; sinds 2021 ceo van Twitter
- 1984 - Eric Kabongo, Congolees-Belgisch acteur
- 1984 - Ivo Minář, Tsjechisch tennisser
- 1984 - Marnie Schulenburg, Amerikaans actrice (overleden 2022)
- 1985 - Mutya Buena, Brits zangeres
- 1985 - Mark Cavendish, Brits wielrenner
- 1985 - Alexander Dale Oen, Noors zwemmer (overleden 2012)
- 1985 - Dušan Kuciak, Slowaaks voetballer
- 1985 - Sean McIntosh, Canadees autocoureur
- 1986 - Yalennis Castillo, Cubaans judoka
- 1986 - Varvara Lepchenko, Amerikaans tennisster
- 1986 - Mario Mandžukić, Kroatisch voetballer
- 1987 - Rovena Marku, Albanees zwemster
- 1988 - Rik Sebens, Nederlands voetballer
- 1990 - Rene Krhin, Sloveens voetballer
- 1991 - Nicki Pouw-Verweij, Nederlands politica
- 1992 - Alex Bowen, Amerikaans freestyleskiër
- 1992 - Devon Myles Brown, Zuid-Afrikaans zwemmer
- 1992 - Dylan van Baarle, Nederlands wielrenner
- 1992 - James French, Amerikaans autocoureur
- 1992 - Andrej Melnitsjenko, Russisch langlaufer
- 1993 - Emily Roberts, Duits zangeres
- 1994 - Krzysztof Biegun, Pools schansspringer
- 1994 - Sabré Cook, Amerikaans autocoureur
- 1994 - Tom Daley, Brits schoonspringer
- 1994 - Roberto González, Panamees wielrenner
- 1995 - Jarryd Hughes, Australisch snowboarder
- 1995 - Sho Tsuboi, Japans autocoureur
- 1996 - Karen Chatsjanov, Russisch tennisser
- 1997 - Anneke Dijkstra, Nederlands wielrenster
- 1997 - Sydney Pickrem, Canadees zwemster
- 1999 - Aleksandr Terentjev, Russisch langlaufer
- 2001 - Paula Dalla Corte, Zwitsers zangeres
- 2001 - Tigo Zijlstra, Nederlands youtuber (overleden 2021)
- 2003 - Ousmane Dieng, Frans basketballer
- 2003 - Elma Junttila Nelhage, Zweeds voetbalster
- 2003 - Hwang Sun-woo, Zuid-Koreaans zwemmer
- 2004 - Jordan Stolz, Amerikaans schaatser

## Overleden

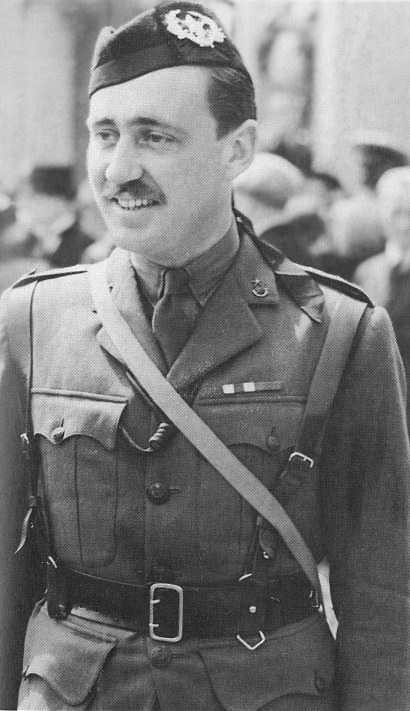
John Dutton Frost
overleden in 1993

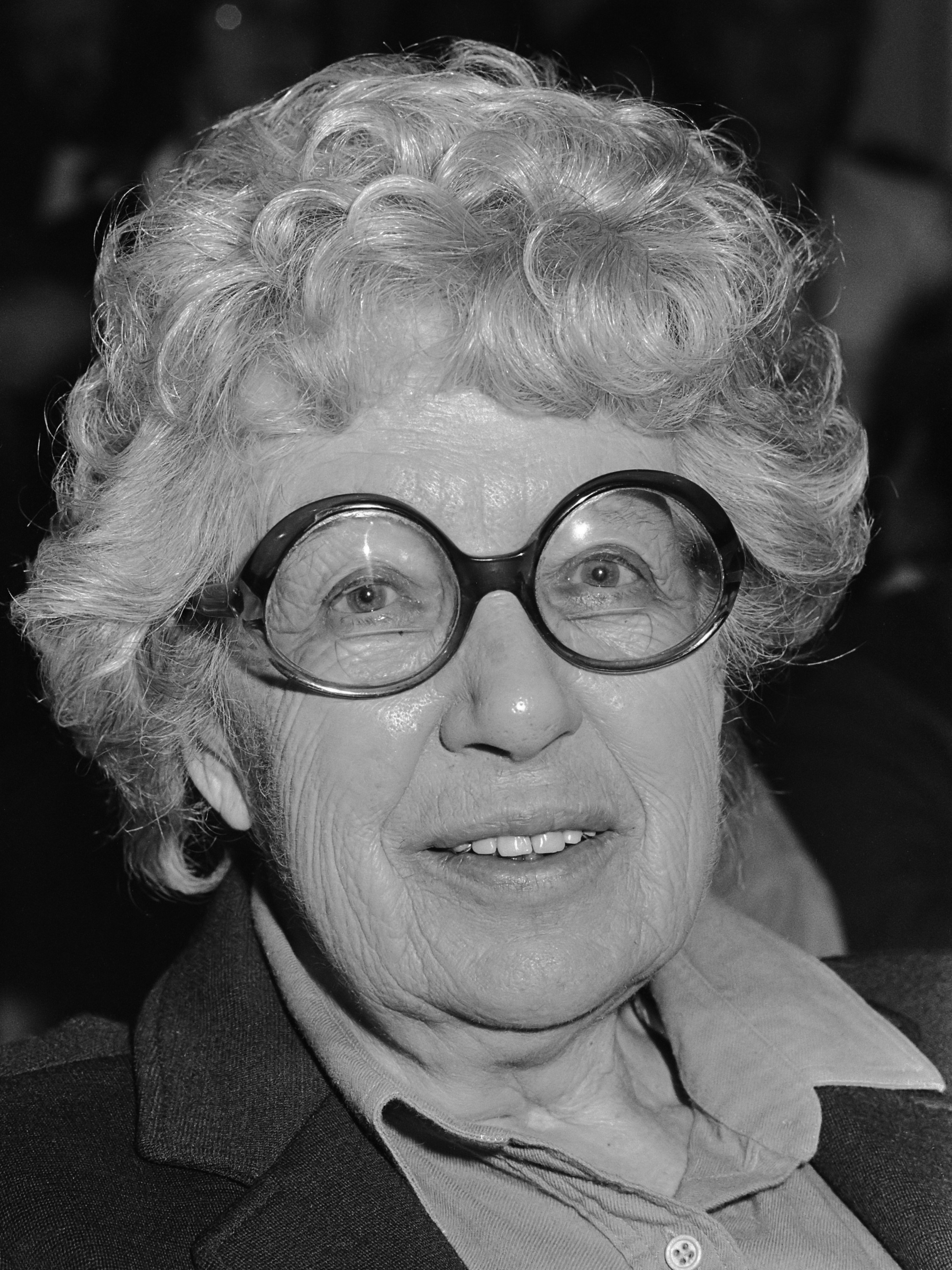
Annie M.G. Schmidt
overleden in 1995

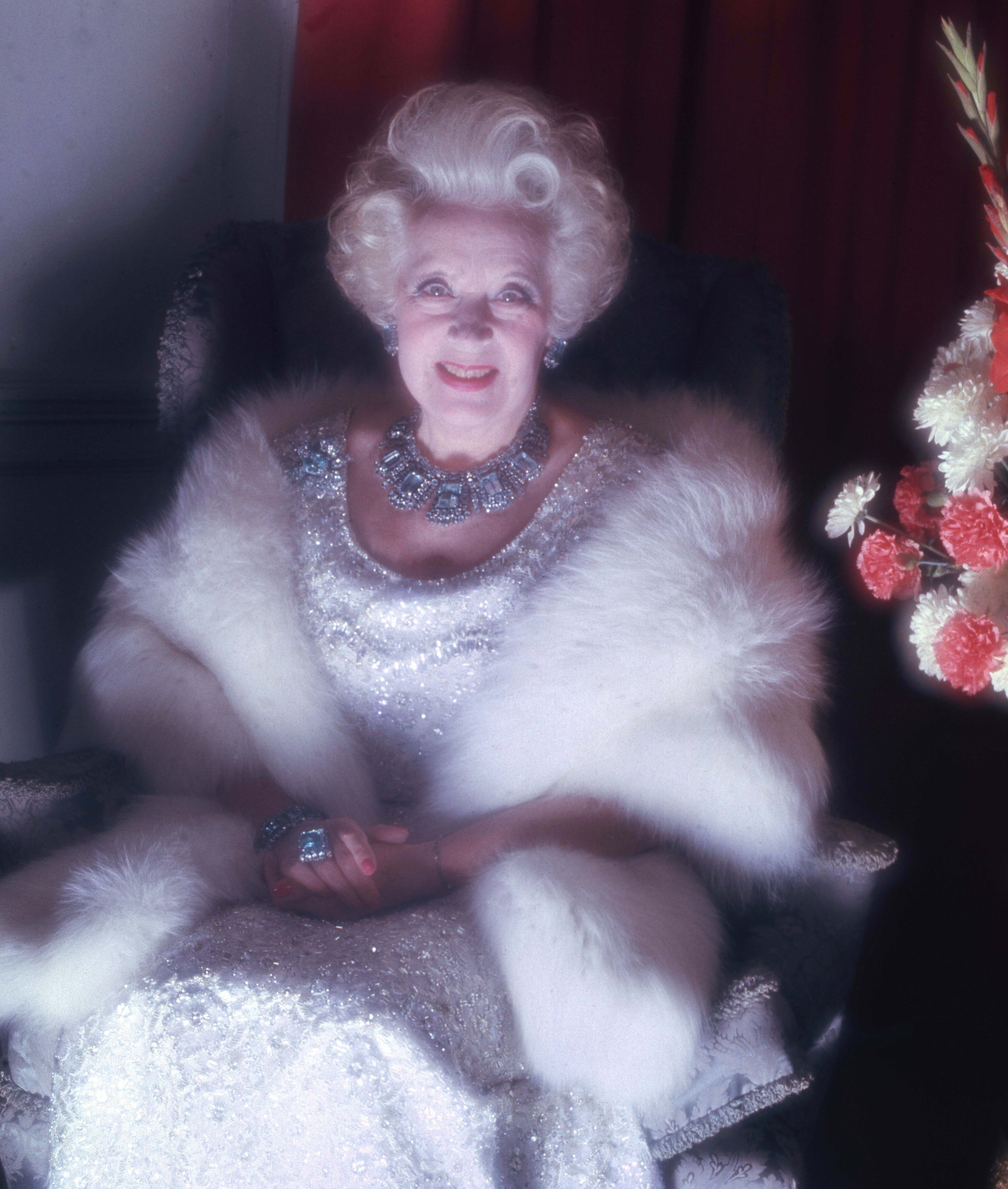
Barbara Cartland
overleden in 2000

- 1481 - Christiaan I van Denemarken (55), koning van Denemarken
- 1647 - Pieter Corneliszoon Hooft (66), Nederlands dichter en historicus
- 1724 - Antonio Salvi (60), Italiaans arts, dichter en schrijver
- 1734 - Philippine Elisabeth van Orléans (19), Frans adellijke
- 1790 - Thomas Warton (62), Engels dichter en criticus
- 1851 - Willem François Boreel (76), Nederlands militair
- 1860 - Phineas Gage (39), Amerikaans spoorwegarbeider
- 1895 - Franz von Suppé (76), Oostenrijks componist
- 1920 - Venustiano Carranza (60), Mexicaans politicus en president van Mexico (1914-1920)
- 1935 - Jane Addams (74), Amerikaans sociologe en Nobelprijswinnares
- 1935 - Hugo de Vries (87), Nederlands bioloog
- 1953 - Ernst Zermelo (81), Duits wiskundige
- 1954 - Jose Hontiveros (65), Filipijns politicus en rechter
- 1968 - Marcos Alicante (73), Filipijns wetenschapper
- 1968 - Bror Hjorth (74), Zweeds schilder en beeldhouwer
- 1973 - Carlo Emilio Gadda (79), Italiaans schrijver
- 1973 - Gabrielle Ray (90), Engels actrice, zangeres en danseres
- 1973 - Ivan Konev (75), Russisch militair
- 1973 - Vaughn Monroe (61), Amerikaans zanger, acteur en tv-host
- 1986 - Ralph Evinrude (78), Amerikaans zakenmagnaat
- 1988 - Dino Grandi (92), Italiaans politicus
- 1991 - Rajiv Gandhi (46), Indiaas politicus (premier van 1984-1989)
- 1991 - Julián Orbón (65), Spaans-Cubaans componist
- 1993 - John Dutton Frost (80), Brits militair
- 1995 - Annie M.G. Schmidt (84), Nederlands schrijfster
- 1998 - Douglas Fowley (86), Amerikaans acteur[6]
- 1998 - Jack Rounds (67), Amerikaans autocoureur
- 1999 - Jos Cleber (82), Nederlands dirigent, componist en programmamaker
- 2000 - Barbara Cartland (98), Brits schrijfster
- 2000 - Donald Dewar (63), Schots politicus en de eerste minister-president
- 2000 - John Gielgud (96), Brits acteur
- 2000 - Erich Mielke (92), Oost-Duits politicus
- 2002 - Joe Cobb (84), Amerikaans acteur
- 2002 - Niki de Saint Phalle (71), Frans kunstschilderes en beeldhouwster
- 2003 - Alejandro de Tomaso (74), Argentijns-Italiaans autocoureur
- 2006 - Willem van Beusekom (59), Nederlands omroepdirecteur, presentator en radio-dj
- 2006 - Katherine Dunham (96), Amerikaans antropologe, danseres, choreografe, actrice, songwriter en burgerrechtenactiviste
- 2006 - Billy Walker (77), Amerikaans zanger
- 2008 - Bert André (66), Nederlands acteur
- 2008 - Theo Sanders (87), Nederlands hoofdcommissaris van Amsterdam
- 2009 - Fathi Eljahmi (68), Libisch politiek dissident
- 2010 - Joost Divendal (55), Nederlands journalist
- 2010 - Driek van Wissen (66), Nederlands dichter
- 2013 - Trevor Bolder (62), Brits bassist
- 2013 - Christian van Denemarken (70), Deens prins
- 2013 - Louis de Cartier de Marchienne (91), Belgisch baron en zakenman
- 2013 - Dominique Venner (78), Frans historicus en essayist
- 2013 - Wim Verhoef (84), Nederlands predikant
- 2015 - Juan Francisco Molinar Horcasitas (59), Mexicaans politicus
- 2015 - Dimitri van Toren (74), Nederlands zanger
- 2016 - Gaston Berghmans (90), Belgisch acteur en komiek
- 2016 - Eddie Keizan (71), Zuid-Afrikaans formule 1-coureur
- 2016 - Sándor Tarics (102), Hongaars waterpolospeler
- 2017 - Gijs Hendriks (79), Nederlands jazzmuzikant
- 2017 - Jimmy LaFave (61), Amerikaans singer-songwriter
- 2019 - Binyavanga Wainaina (48), Keniaans schrijver en journalist
- 2020 - David Pawson (90), Brits schrijver en spreker
- 2020 - Hugo Ryckeboer (84), Belgisch taalkundige
- 2020 - Oliver E. Williamson (87), Amerikaans hoogleraar, econoom, en Nobelprijswinnaar
- 2020 - John Zdechlik (83), Amerikaans componist, muziekpedagoog en dirigent
- 2022 - Marco Cornez (64), Chileens voetballer
- 2022 - Hubert Fermina (74), Curaçaos-Nederlands politicus
- 2022 - David Forbes (88), Australisch zeiler
- 2022 - Heddy Honigmann (70), Peruaans-Nederlands filmmaakster
- 2023 - Ray Stevenson (58), Brits acteur
- 2024 - Louis Bergaud (95), Frans wielrenner
- 2024 - Jan A.P. Kaczmarek (71), Pools componist
- 2024 - Bastiaan Poortenaar (55), Nederlands hockeyspeler
- 2025 - Alasdair MacIntyre (96), Brits filosoof
- 2025 - John Marshall (72), Amerikaans jazztrompettist
- 2025 - Nol de Ruiter (85), Nederlands voetballer en voetbaltrainer

## Viering/herdenking

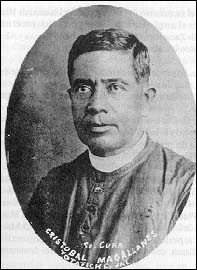
Heilige Cristobal Magallánes

- Werelddag voor culturele diversiteit, dialoog en ontwikkeling
- World's Best News Day, ingesteld om goed nieuws onder de aandacht brengen.
- Montenegro: Onafhankelijkheid van Servië en Montenegro (2006)
- Rooms-Katholieke kalender:
  - Heilige Martelaren van de Mexicaanse Revolutie: Christophorus Magallaen en Gezellen († 1927) - Vrije Gedachtenis
  - Heilige Goderik van Finchale († 1170)
  - Heilige (Charles-)Eugène de Mazenod († 1861)
  - Heilige Collen (van Wales) († c. 600)
  - Heilige Herman Jozef van Steinfeld († 1241 of 1252)
- Oosters-orthodoxe en Oosters-katholieke kalender:
  - Heilige Constantijn de Grote († 337)

## Weerextremen

### Nederland
| | Officiële records | Officiële records | Officiële records |      | Landelijke records | Landelijke records | Landelijke records         |
| Gebeurtenis | Jaar              | Extreem           | Locatie           | Jaar | Extreem            | Locatie            |                            |
| --- | ----------------- | ----------------- | ----------------- | ---- | ------------------ | ------------------ | -------------------------- |
| Laagste etmaalgemiddelde temperatuur (°C) | 1955              | 5,9               | De Bilt           |      | 1955               | 5,1                | Eelde                      |
| Hoogste etmaalgemiddelde temperatuur (°C) | 1989              | 20,4              | De Bilt           |      | 1981               | 21,8               | Twenthe                    |
| Laagste minimumtemperatuur (°C) | 1956              | 0,1               | De Bilt           |      | 1965               | −1,3               | Twenthe                    |
| Hoogste minimumtemperatuur (°C) | 1932              | 14,6              | De Bilt           |      | 1992               | 17,0               | Rotterdam Geulhaven        |
| Laagste maximumtemperatuur (°C) | 1905, 1955        | 10,9              | De Bilt           |      | 1955               | 8,7                | Leeuwarden                 |
| Hoogste maximumtemperatuur (°C) | 1922              | 27,0              | De Bilt           |      | 1981               | 30,2               | Eelde                      |
| Hoogste uurgemiddelde windsnelheid (m/s) | 1917              | 11,3              | De Bilt           |      | 2021               | 21,0               | IJmuiden                   |
| Hoogste windstoot (m/s) | 2021              | 21,0              | De Bilt           |      | 2021               | 28,0               | Hoek van Holland, IJmuiden |
| Langste zonneschijnduur (uur) | 1971              | 14,7              | De Bilt           |      | 1992               | 15,2               | Nieuw Beerta               |
| Langste neerslagduur (uur) | 2013              | 13,1              | De Bilt           |      | 1984               | 17,2               | Twenthe                    |
| Hoogste etmaalsom van de neerslag (mm) | 1973              | 34,5              | De Bilt           |      | 1981               | 44,9               | Rotterdam                  |
| Laagste etmaalgemiddelde relatieve vochtigheid (%) | 1919              | 39                | De Bilt           |      | 1909 1919          | 39                 | Maastricht De Bilt         |
| Laagste uurwaarde luchtdruk op zeeniveau (hPa) | 1984              | 992,2             | De Bilt           |      | 1984               | 986,3              | Gilze-Rijen                |
| Hoogste uurwaarde luchtdruk op zeeniveau (hPa) | 1991              | 1031,6            | De Bilt           |      | 1991               | 1032,7             | Maastricht                 |
| Officiële records worden altijd gemeten op het KNMI-weerstation in De Bilt. Landelijke records kunnen worden gemeten op elk officieel KNMI-weerstation in Nederland. |                   |                   |                   |      |                    |                    |                            |

Uitzonderlijke gebeurtenissen
- 1909 - Eerste officiële zomerse dag van het jaar (maximumtemperatuur ≥ 25 °C in De Bilt)
- 1922 - Eerste officiële zomerse dag van het jaar (maximumtemperatuur ≥ 25 °C in De Bilt)
- 2002 - Eerste officiële zomerse dag van het jaar (maximumtemperatuur ≥ 25 °C in De Bilt)
- 2020 - Eerste officiële zomerse dag van het jaar (maximumtemperatuur ≥ 25 °C in De Bilt)
- 2023 - Officieel hoogste minimumtemperatuur in °C van mei dit jaar gemeten in De Bilt: 14,0
- 2024 - Officieel hoogste windstoot in m/s van mei dit jaar gemeten in De Bilt: 16,0 (voorlopig). Samen met 4 en 26 mei
- 2024 - Officieel hoogste etmaalsom van de neerslag in mm van mei dit jaar gemeten in De Bilt: 23,2 (voorlopig)

### België
Dagrecords
- 1837 - Laagste etmaalgemiddelde temperatuur 5,9 °C
- 1932 - Hoogste etmaalgemiddelde temperatuur 21,3 °C
- 1907 - Laagste minimumtemperatuur 1 °C
- 1922 - Hoogste maximumtemperatuur 28,8 °C
- 1908 - Hoogste etmaalsom van de neerslag 30,4 mm

Uitzonderlijke gebeurtenissen
- 1907 - Sneeuw in Baraque Michel (Jalhay), Leopoldsburg, Maredsous (Anhée), Spa, Pâturages (Colfontaine).
- 1987 - Laattijdige sneeuwval in de Hoge Venen.

<< · 1 · 2 · 3 · 4 · 5 · 6 · 7 · 8 · 9 · 10 · 11 · 12 · 13 · 14 · 15 · 16 · 17 · 18 · 19 · 20 · 21 · 22 · 23 · 24 · 25 · 26 · 27 · 28 · 29 · 30 · 31 · >>